# جونو ۲

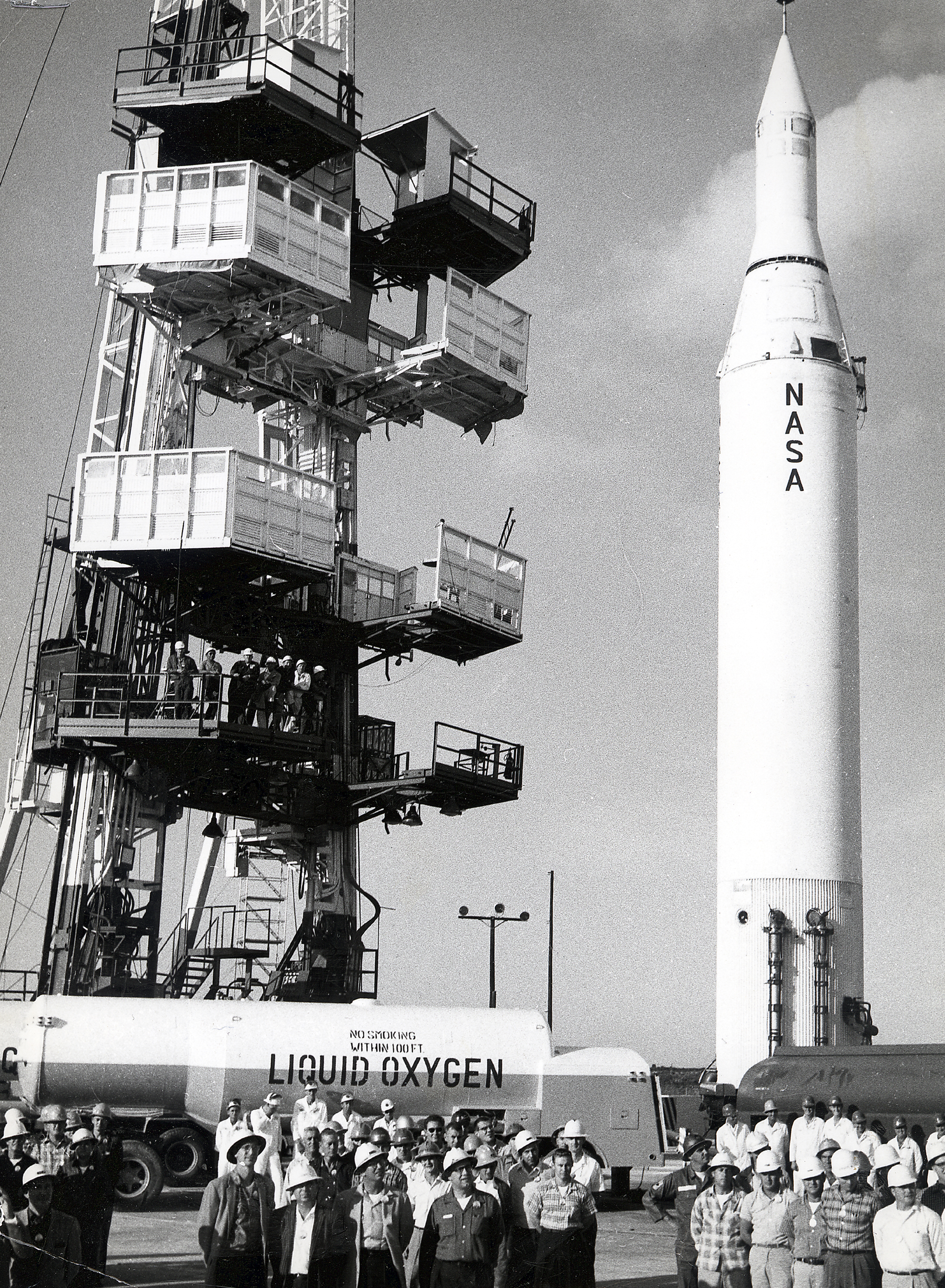
راکت جونو ۲ آمادهٔ پرتاب

راکت جونو ۲ (به انگلیسی: Juno II) تلفیقی از مرحلهٔ اول راکت ژوپیتر ارتش ایالات متحده و مرحلهٔ بالاتر ساخته‌شده توسط آزمایشگاه پیشرانه جت بود.  این راکت در عین بخشی از تلاش آمریکا برای افزایش فضای بار راکت جونو ۱ بود. در سال ۱۹۶۰ مسئولیت ادارهٔ آن از ارتش آمریکا به پایگاه پروازهای فضایی مارشال محول شد. 

## موفقیت‌ها
این راکت به همراه فضاپیمای پایونیر ۴ در تاریخ ۳ مارس ۱۹۵۹ به فضا پرتاب شد. این پرتاب به کشف و اندازه‌گیری زنجیره‌های رادیوی بزرگ زمین کمک کرد. پرتاب ماهوارهٔ اکسپلور ۷ در ۱۳ اکتبر ۱۹۵۹ دیگر موفقیت این راکت بود. در ۳ نوامبر ۱۹۶۰ این موشک ماهوارهٔ اکسپلورر ۸ در مدار ۱۰۰۰ مایل یونوسفر قرار داد.